# ميلكي واي
ميلكي واي (بالإنجليزية: Milky Way)‏، هي علامة تجارية لشوكلاتة يتم تصنيعها وتسويقها من قبل شركة حلويات مارس. هناك نوعان مختلفان: شوكلاتة ميلكي واي النسخة العالمية، التي تباع كشوكلاتة 3 مسكيتيرز في الولايات المتحدة؛ والنسخة الأمريكية، التي يتم بيعها كشوكولاتة مارس حول العالم.

## نسخة أمريكية
صنف ميلكي واي من أمريكا الشمالية مصنوع من نوجا مغطى بالكراميل ومغطى بشوكولاتة الحليب. تم إنشاؤه في عام 1923 من قبل فرانك سي مارس وتم تصنيعه في الأصل في منيابولس بولاية مينيسوتا، وهو الاسم والذوق المستمد من مشروب حليب الشعير في ذلك الوقت، الذي يسمى في الوقت الحالي (ميلك شيك)، لا من المجرة الفلكية.

## نسخة عالمية

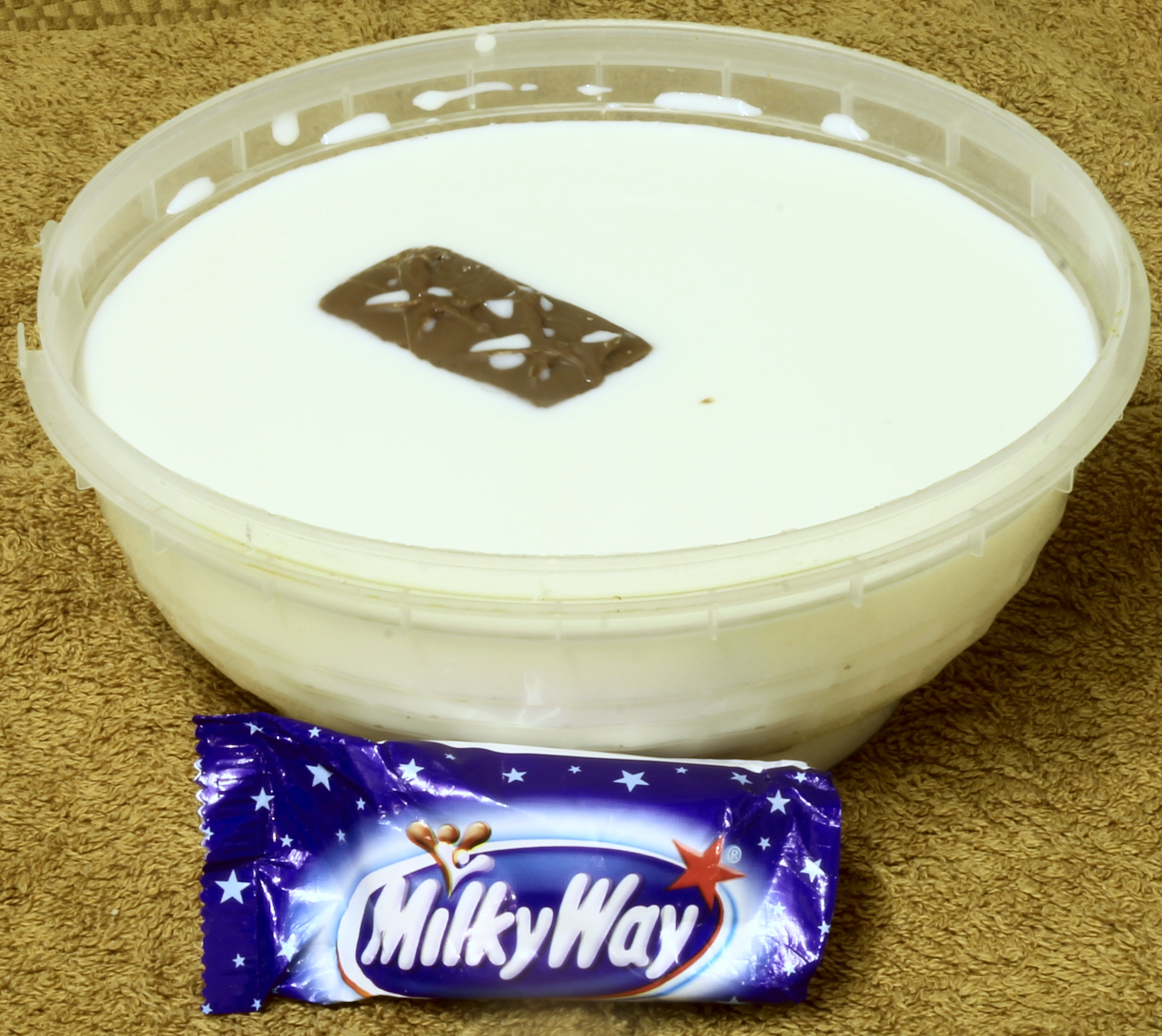
ميلكي واي تطفو في الحليب

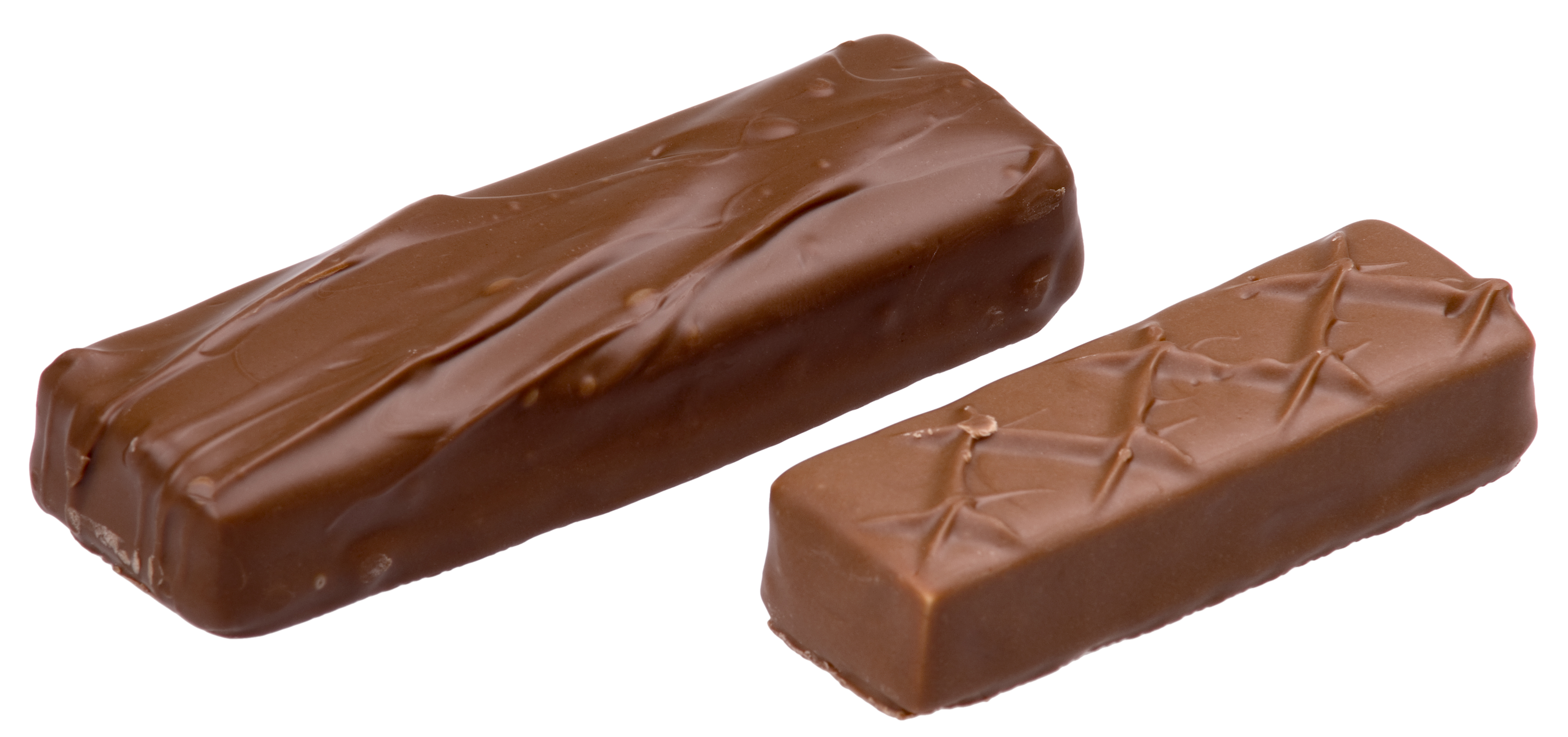
النسخة الأمريكية (يمين) والنسخة العالمية (يسار) من ميلكي واي

لا يحتوي النوع الذي يُباع خارج الولايات المتحدة على طبقة كراميل في الأعلى، ويتكون من نوجا أخف بكثير مما تحتويه شوكلاتة مارس. نظرًا لهذه الكثافة المنخفضة (0.88 جم/سم3)، فإنه يطفو في الحليب، وهي سمة مميزة تُذكر في الإعلانات في ألمانيا وفرنسا وروسيا وبلجيكا وأيرلندا وبولندا وهولندا والمملكة المتحدة .
في الأصل كانت بنكهة الشوكلاتة فقط في أوروبا، تم تعديل داخل الشوكلاتة إلى نكهة الفانيليا حوالي عام 1993، على الرغم من أن نكهة الشوكولاتة لا تزال متاحة في أستراليا. تتوفر الشوكلاتة أيضًا بنكهات الموز والمانجو والفراولة.
في المملكة المتحدة، قدمت شركة مارس شوكلاتة فلايت التي كان مطابقة للشوكولاتة القديمة لشوكولاتة ميلكي واي، وتم تسويقها في عبوات (2 شوكلاتة) في عام 2015. تتوفر أيضًا في أوروبا ميلكي واي كريسبي رولز، لفائف الويفر المغطاة بالشوكولاتة مع حشوات كريم الحليب.

## روابط خارجية
- موقع شوكلاتة ميلكي واي (الولايات المتحدة)